# Ketevan (nome)
Ketevan (in alfabeto georgiano: ქეთევან) è un nome proprio di persona georgiano femminile.

## Varianti
- Ipocoristici: ქეთი (Keti), ქეთო (Keto)[1]

## Origine e diffusione
Deriva dal nome persiano کتایون (Katayoun o Katayoun), dal significato ignoto, portato dalla moglie di re Goshtasb nel poema epico medievale Shāh-Nāmeh.
Al netto della sua origine, viene talvolta usato come forma georgiana del nome Caterina.

## Onomastico

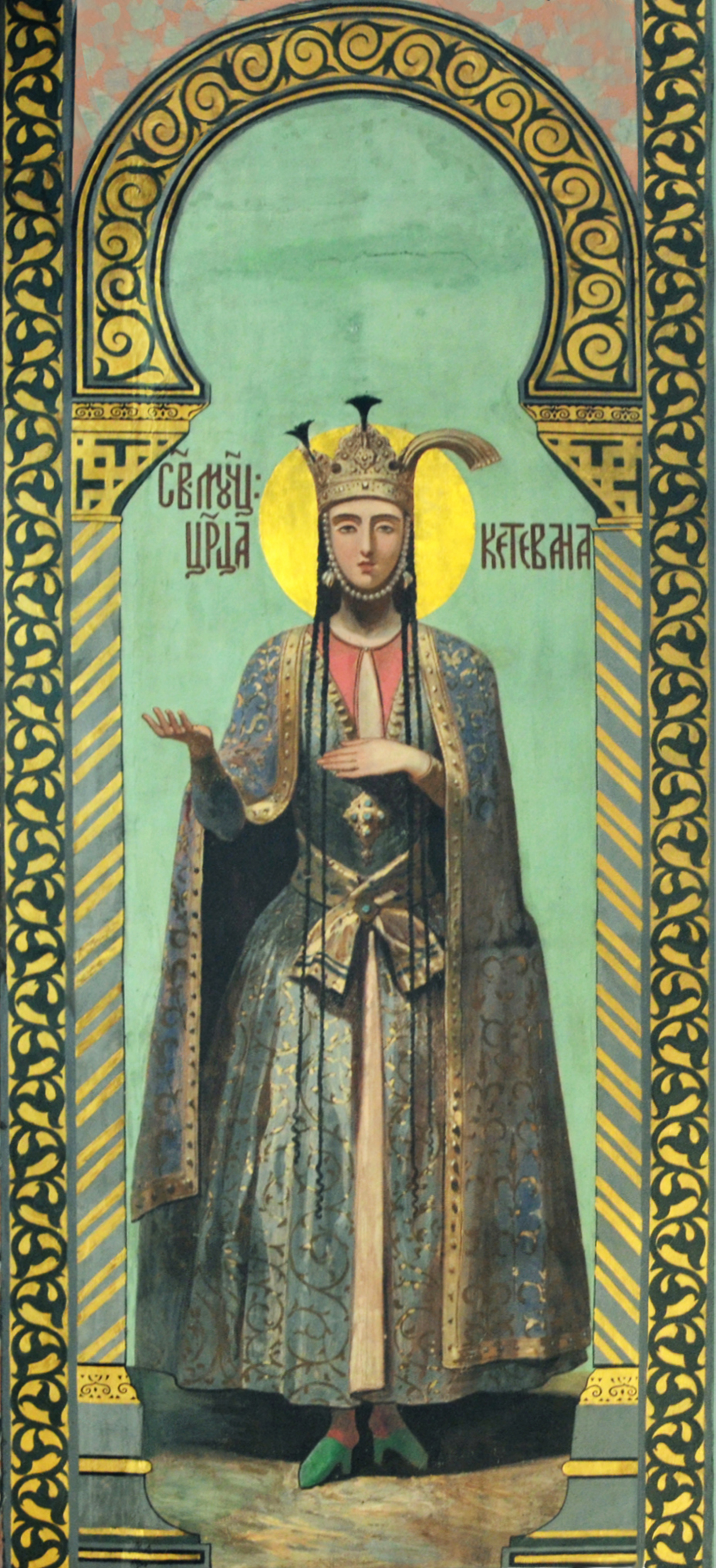
Icona della regina Ketevan nella Cattedrale Sioni a Tbilisi

L'onomastico si può festeggiare il 25 settembre in memoria di santa santa Ketevan, regina di Cachezia, martirizzata sotto Abbas I e venerata soprattutto dalle Chiese orientali.

## Persone
- Ketevan, regina di Cachezia
- Ketevan Arachamija, scacchista georgiana naturalizzata scozzese
- Ketevan "Keti" Khitiri, attrice teatrale georgiana
- Ketevan "Keto" Losaberidze, arciera sovietica
- Ketevan "Katie" Melua, cantautrice e musicista georgiana naturalizzata britannica